# C.H.H.Txuri Urdin I.H.T. de Donostia
C.H.H.Txuri Urdin I.H.T. de Donostia je hokejový klub z baskického San Sebastiánu, který hraje Španělskou hokejovou ligu. Klub byl založen roku 1972. Domovským stadionem je Txuri Urdin Izotz Jauregia s kapacitou 1200 lidí.

## Vítězství
- Španělská liga ledního hokeje - 1975/1976, 1979/1980, 1984/1985, 1989/1990, 1991/1992, 1992/1993, 1994/1995, 1998/1999, 1999/2000
- Copa del Rey - 1979, 1980, 1990, 1991, 1994, 2000
- Coupe du Pays Basque - 1993